# شين يازاوا
شين يازاوا (باليابانية: 矢沢心؛ بالكانا: やざわ しん) هي ممثلة يابانية، ولدت في 16 مارس 1981 في طوكيو في اليابان.

## وصلات خارجية
- شين يازاوا على موقع IMDb (الإنجليزية)
- شين يازاوا على موقع قاعدة بيانات الفيلم (الإنجليزية)